# Juri Wiktorowitsch Trofimow
Juri Wiktorowitsch Trofimow (russisch Юрий Викторович Трофимов, englisch Yuri Trofimov; * 26. Januar 1984 in Igra, Udmurtische ASSR, UdSSR) ist ein ehemaliger russischer Radrennfahrer.

## Sportlicher Werdegang
Juri Trofimow begann seine Karriere im Radsport mit dem Mountainbikesport. Er belegte bei den Mountainbike-Weltmeisterschaften 2002 im Cross-Country der Junioren den zweiten Platz hinter Trent Lowe, zudem gewann er die Bronzemedaille bei den UEC-Mountainbike-Europameisterschaften. Drei Jahre später sicherte er sich den Weltmeistertitel in der U23-Klasse. Er startete für Russland bei den Olympischen Sommerspielen 2004 in Athen und auch noch 2008 in Peking im Cross-Country und belegte den 27. und 41. Platz.
2005 schloss Trofimow sich dem russischen UCI Continental Team Omnibike Dynamo Moscow an und wandte sich vermehrt dem Straßenradsport zu. Er gewann für dieses Team 2006 und 2007 das französische Eintagesrennen Paris–Troyes. Daraufhin erhielt er seinen ersten Vertrag bei einem ProTeam 2008 bei der französischen Mannschaft Bouygues Télécom. Gleich im ersten Jahr gewann er eine Etappe des Critérium du Dauphiné und die Gesamtwertung der Étoile de Bessèges, 2005 folgte eine Etappe der Baskenland-Rundfahrt. Zur Saison 2011 wechselte er zum Team Katusha, für das er insgesamt fünf Jahre an den Start ging. Für das Team war er beim Critérium du Dauphiné 2014 erneut mit einem Etappensieg erfolgreich. Im letzten Jahr hatte er mit dem zehnten Platz der Gesamtwertung beim Giro d’Italia 2015 das beste Ergebnis bei einer Grand Tour bei seinen insgesamt zwölf Teilnahmen.
Zur Saison 2016 wurde Trofimow Mitglied im Team Tinkoff, das aber nach der Saison aufgelöst wurde. 2017 wurde er Mitglied bei Caja Rural-Seguros RGA, jedoch konnte er aufgrund von Problemen mit der Aufenthalts- und Arbeitserlaubnis nicht für das Team starten und hatte nur einen einzigen Renneinsatz bei den heimischen Five Rings of Moscow, die er auch gewann. 2018 ging er zum portugiesischen team Rádio Popular Boavista, um wieder regelmäßig fahren zu können. Jedoch beendete er nach der Saison seine Karriere als Radrennfahrer.
Negativ in den Schlagzahlen war Trofimow in der Saison 2016, weil er im Februar positiv auf das Dopingmittel Meldonium getestet wurde, das seit dem 1. Januar des Jahres auf der Verbotsliste stand. Von der UCI wurde Trofimow freigesprochen, da nicht ausgeschlossen werden konnte, das das Mittel noch vor dem Stichtag –legal – legal eingenommen wurde.

## Erfolge
| 2002 - Weltmeisterschaften – Cross-Country XCO (Junioren) - Europameisterschaften – Cross-Country XCO (Junioren) 2005 - Weltmeister – Cross-Country XCO (U23) - Europameisterschaften – Cross-Country XCO (U23) - Russischer Meister – Cross Country | 2005 - Bergwertung Circuit des Ardennes 2006 - Paris–Troyes 2007 - Paris–Troyes - La Roue Tourangelle - eine Etappe Les 3 Jours de Vaucluse 2008 - Gesamtwertung und eine Etappe Étoile de Bessèges - eine Etappe Critérium du Dauphiné Libéré 2009 - eine Etappe Baskenland-Rundfahrt 2014 - eine Etappe Critérium du Dauphiné 2015 - Russischer Meister – Straßenrennen 2017 - Gesamtwertung und eine Etappe Five Rings of Moscow |

## Grand-Tour-Platzierungen
| Grand Tour            | 2008 | 2009 | 2010 | 2011 | 2012 | 2013 | 2014 | 2015 | 2016 |
| --------------------- | ---- | ---- | ---- | ---- | ---- | ---- | ---- | ---- | ---- |
| Giro d’ItaliaGiro     | –    | –    | 28   | –    | –    | 13   | –    | 10   | –    |
| Tour de FranceTour    | DNF  | 47   | –    | 30   | 51   | 51   | 14   | –    | –    |
| Vuelta a EspañaVuelta | –    | –    | –    | 124  | –    | –    | 72   | –    | 35   |